# Literatura basca

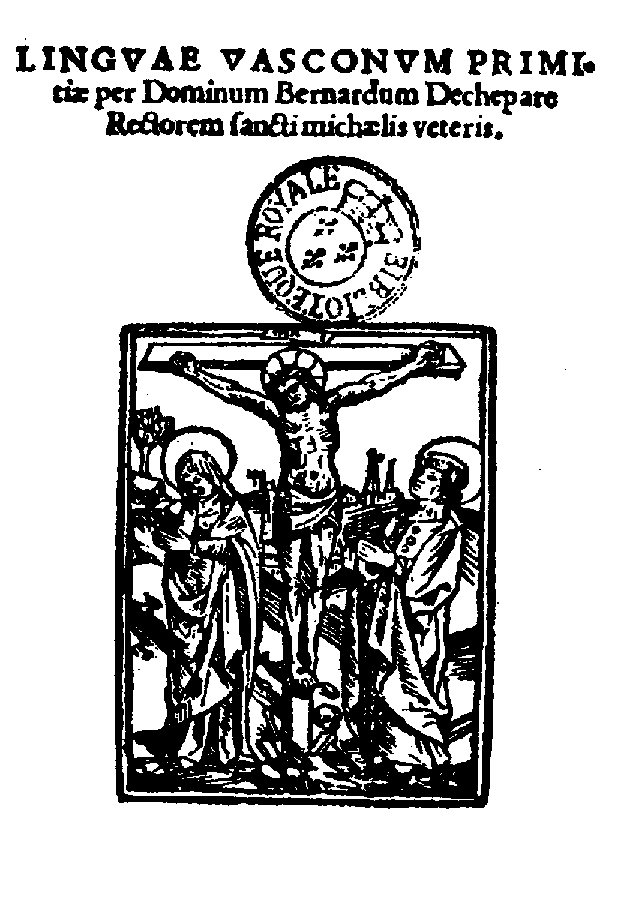
Primera pàgina del Lingue vascorum de Beñart Etxepare.

Literatura basca és la literatura feta en basc al territori de les set províncies del País Basc: Biscaia, Guipúscoa, Àlaba, Navarra, i les tres d'Iparralde.
La literatura popular oral és molt rica; la literatura escrita, al contrari, ha estat d'aparició tardana, escassa i sense cap influència més enllà del mar geogràfic de Bascònia. A més ha estat gravada per la fragmentació en diversos dialectes, entre els quals els de major tradició literària són el labortà, el guipuscoà, el biscaí i el suletí.
Els texts literaris més antics són fragments de cants relatius a les lluites dels ss XIV i XV, així com el vocabulari de Picaud del segle xii, però a les Glosas Emilianenses (s. X) apareixen els primers texts en euskera. Entre els conservats hi ha els que narren la derrota de Pedro de Avendaño, cap dels onyacins, i la crema d'Arrasate (Mondragón). Pel cant de Basajaun Bereterretxe'tar, que narra l'assassinat d'un jove, podem fer-nos una idea del que deuen haver estat molts poemes avui perduts. Molts cants antics han sobreviscut gràcies a Esteban Garibai (1533-1599), alcalde d'Arrasate i cronista reial, dins el compendi Compendio de historia de las crónicas y universal historia de todos los reynos de España (1571). Per altra banda, l'humanista francès François Rabelais publicà al seu Gargantua (1534) discursos en euskera.
El primer llibre publicat en basc va ser Lingua Vasconum Primitiae de Beñart Etxepare el 1545. Es té coneixement d'aquesta obra per l'únic exemplar conservat a la Biblioteca nacional de París. Segons es pot inferir de les opinions dels seus contemporanis, no va ser apreciat per les seves metres populars propis del bertsolarisme. Els seus versos van ser musicats a la fi del segle XX per Benito Lertxundi, Xabier Lete i el grup Oskorri, entre d'altres, convertint-los en cançons populars. Actualment els seus poemes han adquirit el caràcter gairebé d'himne entre els sectors de la cultura euskaldun i en defensa de l'euskera, sent recitats en tot tipus d'actes culturals i populars.

## Característiques
Les característiques principals de la literatura basca són les següents:
- És fruit d'una llengua sense oficialitat ni unitat: Haver nascut en una comunitat de parlants tan reduïda ha tingut un important impacte en la literatura escrita, sobretot a mesura que avança la història i els límits de les llengües i pobles s'afebleixen i difuminen. La història de la llengua basca es diu que és la història de la seva supervivència i la d'un poble cosa que marcarà a tots els autors, convertint juntament amb la temàtica religiosa el compromís (els primers passos serien l'apologisme de Larramendi) cap al basc un dels pilars al voltant dels quals giraran diferents moviments.

- Ha nascut entre estats les llengües dels quals són romàniques: El País Basc es troba entre el que han estat els centres culturals i polítics d'occident, sent aquests estats competidors entre si dipositaris de la tradició llatina. És per això que aquest poble que ha guardat la seva antiga parla ha rebut la influència llatina, que es veu reflectida sobretot en l'Escola de Sara i altres autors religiosos de l'època a causa de l'ús abundant de cites a autors clàssics i cristians que aquests feien en els seus textos en prosa.

- Ha tingut com a finalitat principal l'ensenyament religiós: El pare  Barandiarán (tal com recull Martín Ugalde en la seva Síntesi de la història del País Basc o el mateix religiós en el seu Home Primitiu al País Basc) va defensar en vida la cristianització tardana del poble basc, al·legant que en la mateixa navarresa fins al segle XX s'havien conservat creences paganes en idiosincràsia amb les cristianes. És aquesta la raó que es veu darrere de la insistència de l'església catòlica per cristianitzar i estendre el catecisme entre el poble valent-se del basc (després de la Contrareforma). Aquesta religió és de vegades imposada per la política del moment, però en altres ocasions l'Església Catòlica mateixa va utilitzar l'idioma mateix (el basc) i la literatura com a mur contra els canvis i noves ideologies sorgides, aquest seria el cas del protestantisme o dels enfrontaments periodístics de Jean Hiriart-Urruti i els republicanistes francesos.

- La poesia sempre ha tingut més pes que la prosa: Així ha estat el començament de la majoria d'idiomes, ja que la prosa exigeix un lector, és a dir, gent alfabetitzada que la llegeixi. Els cants, bertsos, eresiak i cantessis, no han necessitat més de ser cantats. És per això, que com en altres literatures, són abundants les cobles i cantessis de melodies que eren i són conegudes per al poble. Fruit també d'això seria l'abundància de composicions líriques de caràcter popular, enfront de la poesia culta, que gairebé fins a finals del segle xix no aconseguiria desenganxar-se de la influència del bertsolarisme en l'ús de metres sobretot.

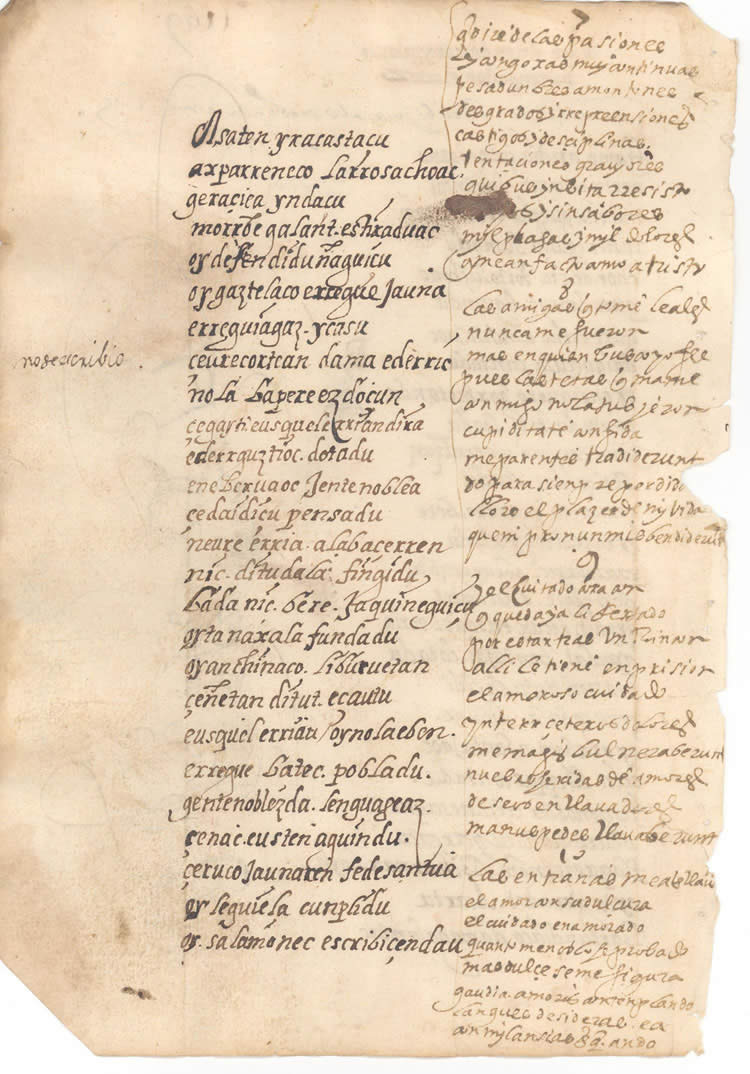
Manuscrit de Juan Pérez Lazárraga de 1564. Descobert el 2004 en un antiquari de Madrid, és un dels pocs textos en basc coneguts del.

- Manuscrit de Juan Pérez Lazárraga de 1564. Descobert el 2004 en un antiquari de Madrid, és un dels pocs textos en basc coneguts del segle xvi.Escassa implantació de la impremta o la "problemàtica de la impremta": A diferència de la resta de llengües romàniques pel que sembla la impremta va tenir escassa implantació de manera que obres no religioses com Peru Abarca van haver de ser transmeses mitjançant manuscrits fins i tot a finals del segle xviii. S'ha debatut molt i tret poc en clar, s'al·lega d'una banda l'existència d'una censura tant a França com a Espanya durant els segles posteriors al cisma d'occident, d'altra banda que no existia suficient producció per a la implantació d'aquestes o la no necessitat d'aquestes per les autoritats, que s'haurien valgut d'altres mitjans per transmetre edictes reals i semblants. Tal com demostra la publicació d'edictes reials en basc durant el Regne de Navarra la impremta havia estat implantada a Bascònia per tant un dels arguments seria rebutjat (encara que la majoria de textos religiosos eren publicats fora d'Euskal Herria i l'existència d'un edicte de 1766 del Comte d'Aranda prohibint publicar en basc (1766)[1]), però el de la censura cobraria força a la llum dels llargs períodes que passaven les obres entre que eren escrites, passaven la censura de la inquisició i finalment publicades. Aquest va ser el cas de Juan de Tartas, les obres tot i ser religioses van trigar a ser impreses i a més (igual que en el cas d'altres autors de l'època) van patir l'anomenat "mal de la impremta". És a dir, l'alteració de l'obra a causa de l'ortografia afrancesada i la supressió de la majoria dels signes de puntuació, fins al punt de ser extremadament complicada la seva lectura i comprensió.

- El seu estudi és relativament recent: Exceptuant el cas d'Oihenart potser, no hi ha hagut cap autor fins ben entrat el segle xix que s'hagi interessat per la història de la literatura en basc, la qual cosa afegit a la problemàtica de la impremta ha fet que descobriments com el manuscrit de Joan Amendux (1969), Ibarguen-Chopin o  Lazarrraga (2004) hagin revolucionat el que se sabia fins ara, sobretot pel que fa a la literatura medieval.

## Orígens

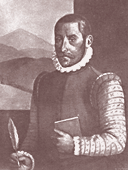
Esteban Garibai el 1571.

La literatura popular oral és molt rica; la literatura escrita, al contrari, ha estat d'aparició tardana, escassa i sense cap influència més enllà del mar geogràfic de Bascònia. A més ha estat gravada per la fragmentació en diversos dialectes, entre els quals els de major tradició literària són el labortà, el guipuscoà, el biscaí i el suletí.
Els texts literaris més antics són fragments de cants relatius a les lluites dels ss XIV i XV, així com el vocabulari de Picaud del segle xii, però a les Glosas Emilianenses (s. X) apareixen els primers texts en euskera. Entre els conservats hi ha els que narren la derrota de Pedro de Avendaño, cap dels onyacins, i la crema d'Arrasate (Mondragón). Pel cant de Basajaun Bereterretxe'tar, que narra l'assassinat d'un jove, podem fer-nos una idea del que deuen haver estat molts poemes avui perduts. Molts cants antics han sobreviscut gràcies a Esteban Garibai (1533-1599), alcalde d'Arrasate i cronista reial, dins el compendi Compendio de historia de las crónicas y universal historia de todos los reynos de España (1571). Per altra banda, l'humanista francès François Rabelais publicà al seu Gargantua (1534) discursos en euskera.

## Inicis literaris a Iparralde
El primer llibre imprès en basc fou un breu recull de versos titulat Linguae Vasconum Primitiae (Primícies de la llengua dels bascons; Bordeus 1545) col·lecció de poemes religiosos i eròtics del sacerdot baixnavarrès Beñat Etxepare, rector d'una parròquia de Sara. Durant el regnat de Joana III d'Albret, promotora de la reforma dels hugonots a Navarra, el capellà Joannes Leizarraga (1506-1601), traduí al basc el Nou Testament i el catecisme calvinista Jesus Christ gure Jaunaren Testamentu Berria (Nou Testament del nostre Senyor Jesucrist). Altres obres seves van ser Kalendrera (Calendari) i Abc edo Christinoen instructionea (Abc o la instrucció dels Cristians). Leizarraga es caracteritza per ser un escriptor que utilitza en la seva literatura molts termes cultes d'origen grecollatí.

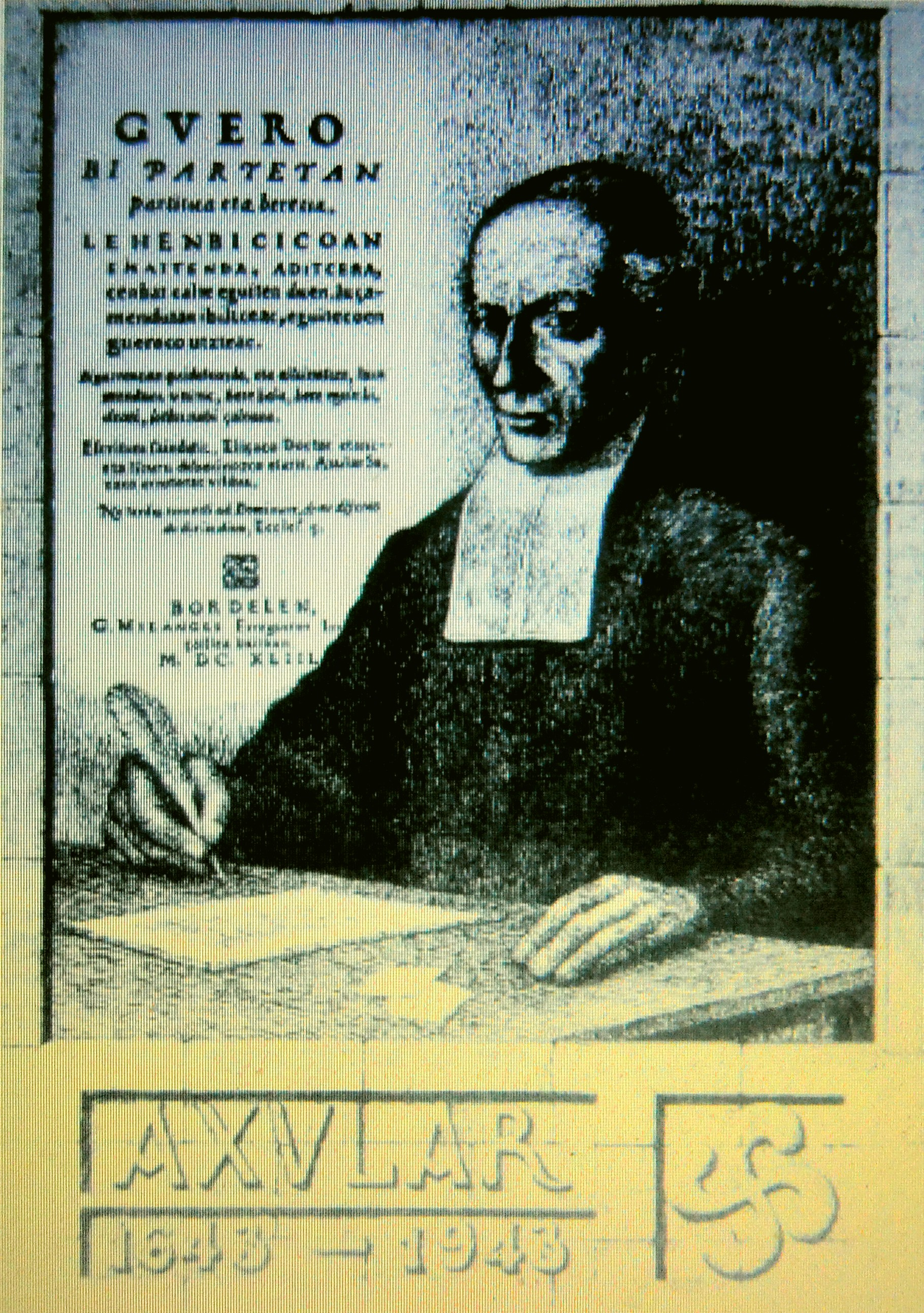
Pedro Agerre "Axular". Dibuix de Jose Eizagirre Aiestaran.

Fins a la fi del s. XVI es mantingueren vives, principalment a la regió de Zuberoa, unes representacions teatrals anomenades pastorals, relacionades amb els misteris medievals. El més clàssic dels prosistes bascs és el labortà Pedro de Axular (Pedro d'Agerre i Azpilikueta, 1556-1644), capellà de Sara autor de Guero (Després, 1643). Silvain Pouvreau de Bourges. Sense ser basc va aprendre euskara essent secretari del jansenista aba de Saint-Cyran i va ser rector de Bidarte (1640), on va traduir la Instrucció del Cristianisme (Guiristinoen Dotrina) de Richelieu, la Introducció a la vida devota (Philotea) de Sant Francesc de Sales i el Combat espiritual (Gudu espirituala) de Lorenzo Scupoli. El suletí Arnauld Oihenart (1592-1667) fou un dels pocs no eclesiàstics que escriuen en euskara en aquests primers temps. En llatí va escriure Notitia utriusque Vasconiæ, tum ibericæ tum aquitanicæ, en la que narra la història dels bascs fins a l'Edat Mitjana des d'una perspectiva basca, i una col·lecció de 706 refranys bascs amb traducció francesa. Joannes Etxeberri de Sara, metge a Bera de Bidasoa (Navarra) i a Hondarribia (Gipuzkoa) va compondre un Escuararen hatsapenac (Principis de l'Euskara), Diccionario cuatrilingüe i Escual Herri eta Escualdun guztiei escuarazco hatsapenac latin icasteco (Principis per a aprendre llatí per al País Basc i per a tots els bascs). Piarres Detcheverry escriví un Liburu hau da ixasoco nabigacionecoa (Llibre de navegació marina, 1667), el jesuïta Bernard Gazteluzar, de Ziburu (Lapurdi) va escriure poesia didàctica en el seu Eguia catholicac (Veritats catòliques) i Salvamendu eternalaren eguiteco necessario direnac (Coses necessàries per a aconseguir la salvació eterna). Johannes Haraneder va traduir el Nou Testament el 1750 i el 1749 la peça de teatre Philotea, i el 1775 Bernard Larreguy l'Antic Testament. Cristobal d'Harizmendi escriví Ama Birginaren hirur Offizioac (Els tres oficis de la Mare de Déu; 1660). Juan de Tartas, rector d'Aroa (Baixa Zuberoa) Onsa hilceco bidia (Camí per a matar el bé, 1666) i Arima Penitentaren occupatione debotaq (Ocupacions devotes de l'Ànima Penitent).

## Inicis literaris a Hegoalde
Als territoris peninsulars, el conreu literari del basc començà a Guipúscoa al segle xviii amb la figura del jesuïta erudit d'una gran influència en la societat donostiarra del seu temps. Amb la Il·lustració es va promoure el desenvolupament i la investigació sobre la llengua basca. El jesuïta donostiarra Manuel de Larramendi (1690-1766) va compondre el 1729 El imposible vencido, primer intent de gramàtica de la llengua basca, continuada el 1745 amb el Diccionario trilingüe castellano-latino-vascongado on pren com a base el dialecte qipuzkoakoa i on apareix un text introductori amb la teoria basco-iberista i amb l'apologètica contra el p. Mariana, detractor seu. Larramendi creà aleshores un cercle per promoure el conreu literari del basc, amb els jesuïtes Agustin Cardaveraz (1703-1770), amb Eusqueraren berri onac (Les bones noves de l'euskera, 1761), retòrica del basc, Sebastián Mendiburu (1708-1782) amb Jesusen Amore-Negueei dagotzen cembait otoitz-gai (Algunes meditacions sobre l'amor i el sofriment de Jesús, 1759-60), i Juan Antonio Ubillos (1707-1789), autor de la traducció de Fleury Cristau doctriñ berri-ecarlea (Missatge de la doctrina cristiana, 1747). També el 1759 Pedro Barrutia (1682-1759) va compondre el primer text teatral en basc, Gabonetako ikuskizuna (Acte per a Nadal) i el comte de Peñaflorida El borracho burlado (1764), que té parts cantades en euskera, i les Gabon Cante (Nadales en gipuzkoakoa) de Sebastián de Lagándara.
A la fi del s. XVIII i al començament del XIX sorgeixen els primers escriptors biscaïns, entre els quals sobresurt Juan Antonio Moguel y Urquiza (1745-1804), sacerdot de Markina-Xemein autor de la peça teatral bilingüe Peru Abarca (1800), que formula una presa de consciència de la unitat del poble basc, i que inicià Wilhelm von Humboldt en el coneixement de la llengua basca.

## Literatura delseglexix
La poesia popular fou fomentada, a partir de mitjan s. XIX, pels concursos de Sara (Lapurdi), organitzats per Antoine d'Abbadie, i pels Jocs Florals Èuscars, creats per José Manterola al sud del Bidasoa, que han atret un gran nombre de bertsolariak. La literatura a la part meridional era de caràcter religiós, escrita en biscaí, i els principals autors eren Pedro Añibarro (1748-1830), Pedro Astarloa (1751-1821) amb els Sermons (1816) i Juan José Moguel (1781-1849) amb la història pietosa Baserritar neguezeleentzako escola (Escola per a pagesos, 1816), així com els guipuscoans Juan Bautista Aguirre (1742-1823) i José Cruz Echevarría (1773-1853). Vicenta Moguel (1782-1854) escriví Ipui onak (Contes bons, 1804), traducció de les faules d'Esop, i les Meditacioneac gei premiatsuen gainean (Meditació sobre matèries fonamentals, 1809) de Duhalce.

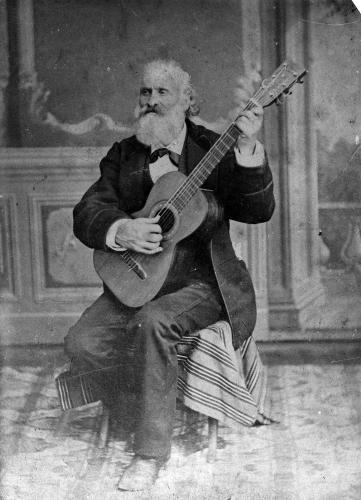
Joxe Mari Iparragirre Balerdi.

Des del 1879 l'ajuntament de Donostia inicià els Itz-jostialdak, una mena de jocs florals. Entre l'excel·lent generació de poetes del s. XIX, el més popular és José María Iparraguirre (1820-81), guipuscoà, antic combatent carlí, un bertsolari que s'acompanyà amb la guitarra i que compongué Gernikako arbola (L'arbre de Guernica, 1851), l'himne dels bascs, l'èxit del qual li costà l'exili. Un altre guipuscoà, Indalecio Bizcarrondo, dit Bilintx (1831-76), escriví poemes d'amor d'una emoció autèntica i delicada, i fou mestre de la sàtira humorística. El biscaí Felipe Arrese y Beitia (1841-1906) és l'autor d'un recull famós al seu temps, Ama euskerien liburu kantaria ('Llibre que canta la nostra mare la llengua basca', 1900). Jean-Baptiste Elissamburu (1828-91), de Sara, tocà una gran quantitat de temes, els suletins Piarres Topet, dit Etxahun (1786-1862) i Augustin Chaho (1811-1858), a qui hom deu la figura llegendària d'Aitor, patriarca dels bascs; Eusebio de Azkue (1813-1873), Jean Martin Hiribarren (1810-1866) i J. B. Dasconaguerre, autor de la primera novel·la moderna en labortà, Atheka-gaitzeko oihartunek (Ecos del mal pas, 1870), sobre les aventures d'un famós contrabantista
L'activitat teatral fou iniciada a Sant Sebastià a partir del 1878 amb les obres còmiques de Marcelino Soroa y Lasa, d'ínfima qualitat literària, amb obres com Anton Caicu (1882), Au da ostatuba (1884) i Alkate berriya (El nou alcalde, 1885). La renovació de la prosa erudita es produí a partir del 1850, en part gràcies a l'activitat del príncep Louis Lucien Bonaparte, que s'interessà pel basc i sufragà la publicació d'estudis i traduccions. Però més profunda fou la renovació que es produí a partir de la darrera guerra carlina. A Pamplona, al voltant de la "Revista Euskera" (1878-83), es reuniren homes com Arturo Campión, que continuà l'obra erudita del príncep Bonaparte; a Sant Sebastià, el centre fou la revista 'Euskal-Erria" (1880-1918), fundada per Joseba Manterola (1849-1884) i Ramón María Artola (1831-1906). El francès Duvoisin (1810-1891) va compondre Laborantzaco liburua (Llibre d'agricultura, 1858) i la Bible edo Testement zahar et aberri (Biblia amb antic i nou testament, 1859), amb la col·laboració de Louis Lucien Bonaparte, Emmanuel Intxauspe (1815-1902) i J. A. Uriarte (1812-1869).
El 1886 Arturo Campión, autor del poema Orreaga (1886) en gipuscoà, va compondre la Gramática de los cuatro dialectos de la lengua euskara, que serà continuat el 1896 per Lecciones Ortográficas del euskera bilbaíno de Sabino Arana, qui imposarà la grafia actual a la llengua basca, i vàlida a la Península. El 1905 Resurrección Maria de Azkue publicarà el Diccionario Vasco-español-francés i la Morfología Vasca de caràcter purista. El 1915 es fundà a Donostia la Revista Internacional de Estudios Vascos, dirigida per Julio Urkijo (1871-1950) i Gregorio Mujika (1882-1931), autor de Pernando Amezketarra (1927).

## Literatura del segle XX

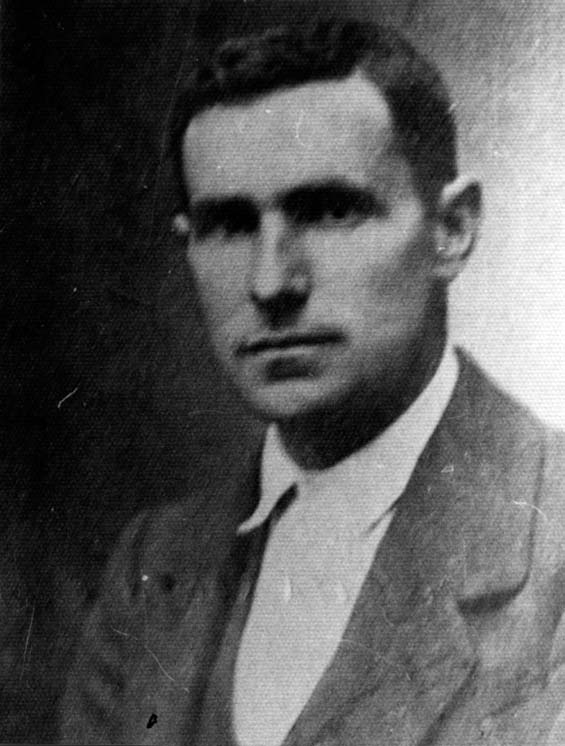
L'escriptor i bertsolari Kepa Enbeita Rementeria.

Entre els poetes del s. XX cal destacar els poetes floralistes Emeterio Arrese (1869-1954) i Kepa Enbeita (1878-1942); Nicolás de Ormaechea, dit Orixe (1888-1961), autor del llarg poema Euskaldunak (1950), i traductor al basc del Lazarillo (1929) i de Mireia de Frederic Mistral (1930), Esteban de Urquiaga, dit Lauaxeta (1909-37), el més avantguardista, Bide barrijak (Nous camins, 1931) i Arrats beran (A la tarda, 1935), i per sobre de tots, José María Aguirre (1896-1933), més conegut com a Xabier de Lizardi, amb els poemes Biotz-begietan (Amb cor als ulls; 1932), les peces de teatre Laño ta Izar (Núvols i Estrelles) i Ezkondu ezin zitekeen mutilla (El noi que no podia casar-se). El novel·lista més conegut ha estat el biscaí Txomin Aguirre (1865-1920), autor de Kresala (Aigua de mar, 1906), i Garoa (La falguera, 1912), Catalina de Elicegui (1889-1963), Avelino Barriola (1886-1944), Evaristo Bustinza Kirikiño (1866-1929) i el novel·lista Agustin Anabitarte. Entre els olerkariak dels anys trenta hi ha Luis de Jauregi Jautarkol (1896-1971) i Toribio Alzaga compongué destacables sarsueles. En el mateix període destacaren a Iparralde Julien Mulier Oxobi (1888-1958), autor dels poemes Heiatik zerur (1935), Jean Etxepare Bidegorri (1877-1935) i Jean Hiriart-Urruti, amb la revista Le Réveil Basque.
Després de la guerra civil espanyola bona part de la literatura basca es va desenvolupar a l'exili Com a poetes hom pot esmenarTelesforo de Monzón (1904-1989) amb Urrundik (Des de lluny, 1945), Salbatore Mitxelena (1909-1965) amb Arantzazu (1949), Nemesio Etxaniz (1899), Santi Onaindia (1909 - 1996) traductor de l'Eneida el 1966, Juan Antonio Irazusta (1884-1952), Eusebio Erkiaga (1912- 1993), Mariano Izeta (1915), Sebastian Salaberria (1915 - 2003), Martón Ugalde (1921), el bertsolari Iñaki Eizmandi Basarri (1919), Kerexeta, F. Loidi, Muxika i Basurko, com a novel·listes els de Jon Echaide i José Antonio Loidi (1916 - 1999), autor d'Amabost egun Urgain'en (Quinze dies a Urgain, 1957), traduïda al català. Ha sigut un fet important la versió íntegra de la Bíblia al basc, i també la introducció de la llengua viva a la litúrgia catòlica. Moltes publicacions en basc eren religioses pel contingut o pels promotors, però també n'hi havia de polítiques, de tendències diverses. Després d'assegurar la subsistència del basc com a llengua viva i popular, les dificultats més urgents foren les de superar la diversitat de dialectes parlats i escrits i la necessitat d'una unificació literària. El congrés celebrat per Euskaltzaindia a Arantzazu el 1968 representà una fita important, ja que hom inicià la unificació del basc, adoptant un model intermedi entre el guipuscoà i el labortà. Deu anys més tard, Euskaltzaindia ratificà aquesta línia en el congrés de Bergara.

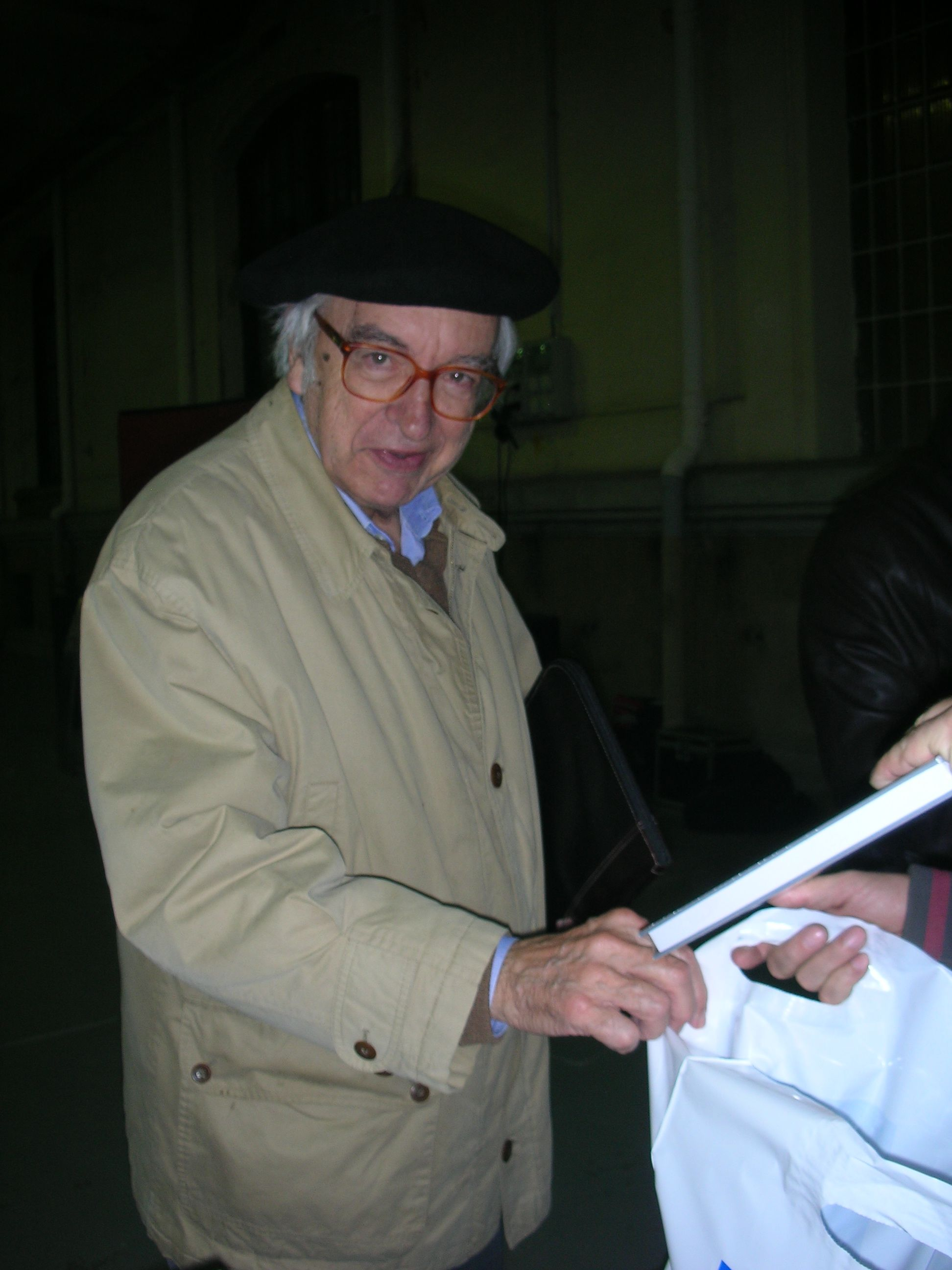
Jose Luis Alvarez Enparantza, Txillardegi.

Pel que fa a la creació literària, si bé els anys posteriors a la guerra civil de 1936-39 imposaren una continuïtat, la ruptura es produí al voltant de la dècada dels anys seixanta. A aquesta renovació contribuïren autors com Txillardegi, la labor poètica de Jon Mirande, Gabriel Aresti i altres que ja els anys cinquanta havien iniciat aquesta innovació. En aquest decenni dels seixanta la literatura basca tractà de trencar els cànons. Cal citar autors com Gabriel Aresti (1933-1975), que publicà Harri eta herri (Pedra, poble, 1964), Euskal harria ('La pedra basca', 1967) i altres com Joseba Zulaika (1948), Ibon Sarasola (1946), Joxe Azurmendi (1941), Jean Etxepare Landerretxe (1937-1961), Yon Etxaide (1920 - 1998), Jon Mirande (1925-1972) amb la novel·la Haur besoetakoa (La fillola, 1970), Txomin Peillen (1932), Jean Diharce (Iratzeider) (1920 - 2008) i Etienne Salaberry (So Egilea) (1903 - 1981); en prosa Txillardegi donà a conèixer Leturiaren egunkari ezkutua (Diari secret de Leturia, 1957) Peru leariza'ko (1960) i Elsa Scheelen (1969), que enllacen la literatura basca amb els corrents europeus i sud-americans. Ramon Saizarbitoria (1944) publicà Egunero hasten delako (Perquè comença tots els dies, 1969), on és palesa una nova estructura narrativa.
La dècada dels setanta és més complexa. Junt a les dues darreres obres d'Aresti, es troben les de Bitoriano Gandiaga (1928), autèntica conciliació de literatura popular, expressionisme i protesta social. Composicions de caràcter simbolista es troben en l'obra de J.M. Lekuona, junt amb altres autors com Xabier Lete (1944) amb Egunetik egunera orduan gurpillean (Dia dia a la roda de les hores, 1968), K. Izagirre, Mikel Lasa (1938) amb Poema bilduma (1971), Luis Mari Mujika (1939) amb Urdin eta burdin (Blau i ferro, 1965), Mikel Azurmendi Intxausti (1942) amb Eta orain borrokarenean (I ara en la lluita, 1972) i Joseba Andoni Hartza (1939) amb Isturitzarik Tolosan barru (D'Isturiz a través de Tolosa, 1969), Juan Mari Lekuona (1927) amb Muga Beroak (Límits Càlids, 1973). En el terreny de la narrativa destaquen Luis Haranburu Altuna (1947) amb Hil (Morir, 1972) i Job (1975), i Salvador Garmendia (1932) amb Historia triste bat (1965). En el teatre la renovació va a càrrec de G. Aresti, junt a autors prolífics com A.M. Labayen, Lurdes Iriondo (1937) amb Martin Arotza eta Jaun Deabrua (Martin Arotza i el Sr Dimoni, 1973). També destacà el grup Akelarre de Luis Iturri i la companyia Denok. A Iparralde destaca Piarres Lartzabal (1915-1988) amb els drames Bordatxuri (1962), Hiru ziren (Eren tres, 1962) sobre l'emigració i Matalaz (1968).

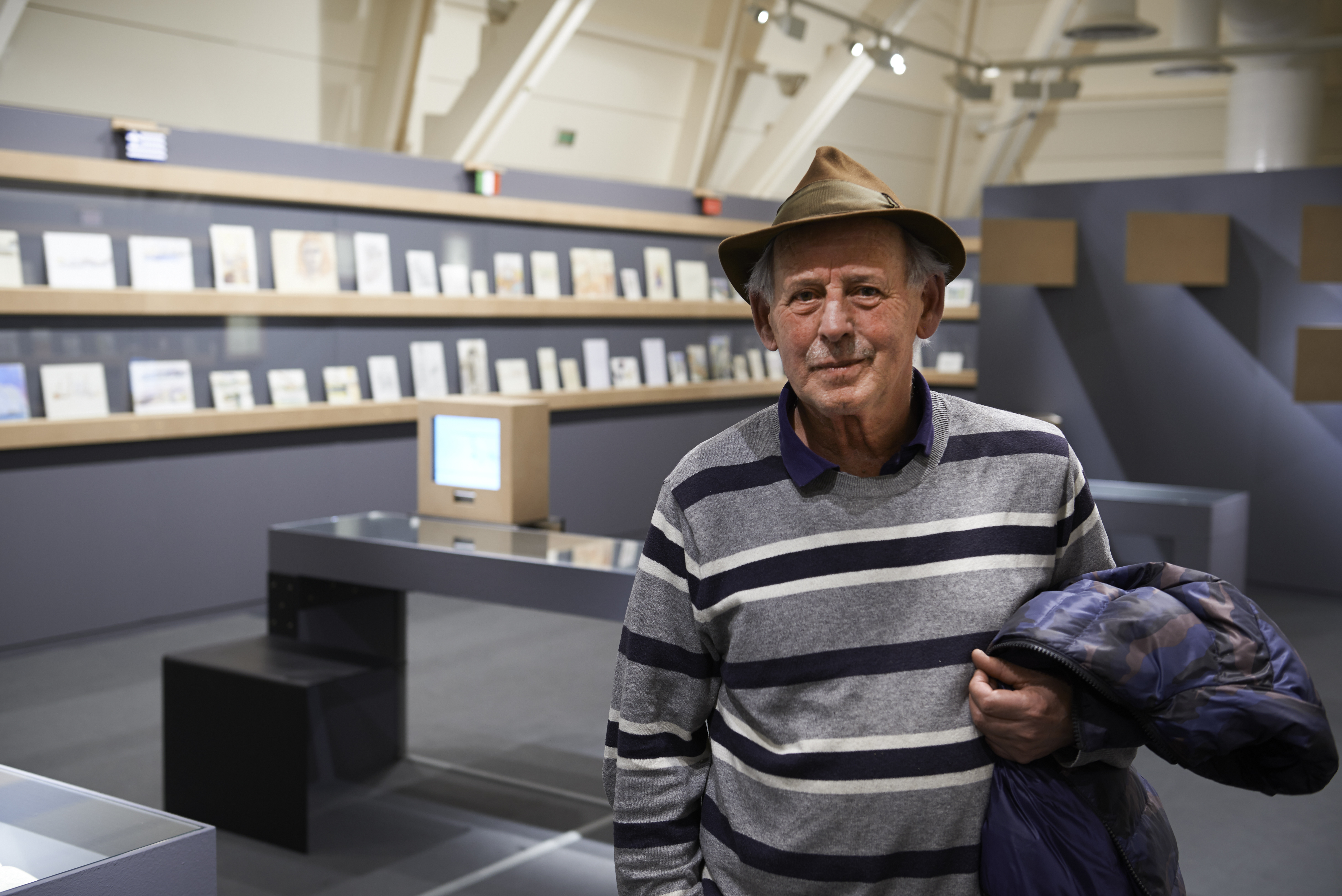
Mikel Lasa.

En la literatura basca dels anys vuitanta hom continua accentuant l'aparició d'obres que són fruit d'una concepció de la literatura com a activitat autònoma, i la convivència simultània de diverses tendències literàries. Aquestes dues característiques, que en les grans literatures europees estan arrelades en segles de tradició, són tan sols entrevistes a l'inici dels anys seixanta en la literatura basca, llevat d'algunes excepcions en el camp de la lírica. Cal destacar Bernardo Atxaga (1953) amb Obabakoak, Angel Lertxundi (1948) amb Goiko kale (Carrer major, 1973), Xabier Kintana (1946), Xabier Gereño (1924) amb Arantza artean (Entre espines, 1969), Mikel Zarate (1933 - 1979) amb Haurgintza minetan (Embaràs dolorós, 1973), Mario Onaindía amb Gilen garateako Batxillerra (1984), J.A. Arrieta amb Manu miliatri (1987) i Joan Mari Irigoien (1948) amb Poliedroaren hostoak (1982).
L'èxit de la novel·la Obabakoak (1989), de Bernardo Atxaga, guardonada amb el Premi Nacional de narrativa de les Lletres Espanyoles, serví per a emfasitzar un moment de creació important en les lletres basques; la seva immediata traducció a altres llengües ha permès una primera projecció contemporània d'aquesta literatura. Juntament abm els autors ja esmenats apareixen de nous, com Joxemari Iturralde (Izua hemen, 1989), Andoni Eguskiza, Koldo Izaguirre (1954) amb Itsaso ahantzia (mar oblidat, 1976), Pako Aristi (1963) (Iraileko ipuin eta poemak, 1989) i Inazio Mujika (1963). Cal remarcar, també, la progressiva creació d'un corpus de crítica literària en euskera nodrit sobretot per Jon Kortazar, Jesus Maria Lasagabaster i Jon Juaristi. Els darrers anys s'ha accelerat el procés de normalització i modernització de la literatura conreada en basc, s'ha multiplicat l'edició de literatura infantil i juvenil, s'ha notat la incidència de l'escolarització en euskera i s'han consolidat les traduccions d'autors estrangers. Però manquen revistes i publicacions especialitzades, tot i la tasca de la revista Jakin, que també publica llibres.

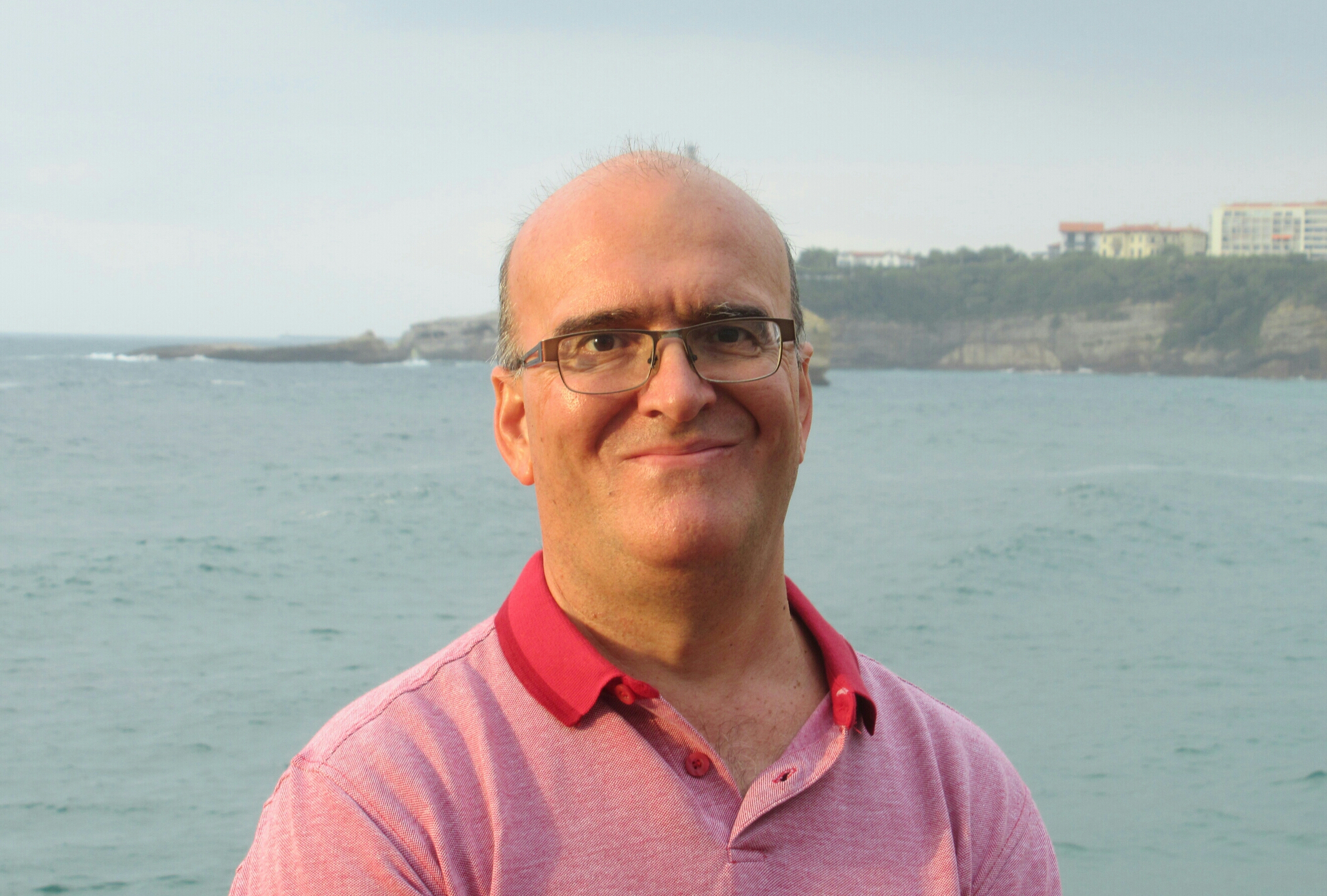
Aingeru Epaltza.

D'altra banda, s'han creat les beques literàries Joseba Jaka, concedides per la Fundació Euskalgintza Elkarlanean, que s'han convertit en una referència obligada per als escriptors bascs. Per a novel·la, alguns dels autors que les han guanyat són Joseba Sarrionandia, un dels millors escriptors contemporanis, Aingeru Epaltza, i per a poesia, Juanjo Olasagarre i Harkaitz Cano. En narrativa, també destaca Arantxa Urretabizkaia (1947) amb San Pedro bezperaren ondokoak (Després de la revetlla de Sant Pere, 1972), Isidro Rikarte, Xabier Mendiguren Bereziartu, Xabier Mendiguren Elizegi, Daniel Landart (Anaiaren azken hitzak, 1999), Fernando Morillo (Gudaoste ametsak, premi Tene Mujika 1999) i Unai Iturriaga (Berandu da gelditzeko, 1999), i el primer llibre de narrativa per a adults de Jesus Mari Olaizola, Txliku (Hontzaren ordiak, 1999), un dels escriptors més prolífics de literatura infantil. Pel que fa a la poesia, destaca l'associació Hatsa, que el 1999 organitzà un Dia de la Poesia i publicà el llibre Hatsaren poesia, que recull poemes inèdits de més de quaranta poetes, i també Felipe Juaristi (1957) i Pili Kaltzada (Ur-tximeletak, 1999). En teatre, es pot esmentar Javi Cillero (Uztailaren laua Renon, premi Ciutat de Sant Sebastià 1999), i en assaig, Koldo Izagirre i l'obra Euskal literaturaren historia txikia (Breu història de la literatura basca, 1997), en què destaca l'atenció en el bertsolarisme, la transmissió de versos i poemes dels bertsolariak o improvisadors que narren i canten els seus versos.